# Robbenschlag farkasfalka
A Robbenschlag farkasfalka a Kriegsmarine tengeralattjárókból álló második világháborús támadóegysége volt, amely összehangoltan tevékenykedett 1942. április 7. és 1942. április 14. között Skandináviától északra. A Robbenschlag (Fókavadászat) farkasfalka nyolc búvárhajóból állt, amelyek három hajót süllyesztettek el a QP–10-es konvojból. Ezek összesített vízkiszorítása 17 317 brt volt. A tengeralattjáróknak nem volt vesztesége.

## A farkasfalka tengeralattjárói
| A hajó száma | Parancsnoka          | Részvétel kezdete | Részvétel vége    |
| ------------ | -------------------- | ----------------- | ----------------- |
| U–209        | Heinrich Brodda      | 1942. április 7.  | 1942. április 14. |
| U–376        | Friedrich-Karl Marks | 1942. április 7.  | 1942. április 14. |
| U–378        | Alfred Hoschatt      | 1942. április 7.  | 1942. április 14. |
| U–435        | Siegfried Strelow    | 1942. április 7.  | 1942. április 13. |
| U–436        | Günther Seibicke     | 1942. április 7.  | 1942. április 14. |
| U–454        | Burckhard Hackländer | 1942. április 7.  | 1942. április 14. |
| U–456        | Max-Martin Teichert  | 1942. április 7.  | 1942. április 14. |
| U–589        | Hans-Joachim Horrer  | 1942. április 7.  | 1942. április 14. |

## Elsüllyesztett hajók
| Dátum             | A búvárhajó száma | A hajó neve  | Nemzetisége        | Vízkiszorítása | Konvoj |
| ----------------- | ----------------- | ------------ | ------------------ | -------------- | ------ |
| 1942. április 13. | U–435             | El Occidente | Panama             | 6008           | QP–10  |
| 1942. április 13. | U–435             | Harpalion    | Egyesült Királyság | 5486           | QP–10  |
| 1942. április 13. | U–436             | Kijev        | Szovjetunió        | 5823           | QP–10  |